# Паметник на Незнайния воин
Паметникът на Незнайния воин, с варианти за „паметник“ (гроб, гробница, могила) и за „воин“ (герой, войник, моряк, боец и др.) или само Незнаен воин (в англоезични страни), е появил се в съвременната епоха символичен начин на почитане на неидентифицирани воини, загинали във войните.
Обикновено в тези паметници са положени останките на загинал неизвестен войник (или „известен само на Бог“ според разпространен в английскоговорещите страни надпис).
Може би първият мемориал от този вид в света е паметникът Ландсолдатен („Пехотинец“) за Първата война за Шлезвиг, издигнат във Фредерисия, Дания през 1858 г. Друг ранен подобен паметник е мемориалът от 1866 г., посветен на Незнайния воин, паднал в американската гражданска война.
Съвременната тенденция започва от Великобритания през 1920 г., когато е извършено погребение на Незнайния войн от името на всички имперски части, участвали в Първата световна война, в Уестминстърското абатство – мястото, в което традиционно са погребвани британски монарси, аристократи или заслужили личности.
Британският пример е последван и от други страни. В памет на загиналите в Първата световна война във Франция през 1921 година гроб на Незнайния воин се повява под Триумфалната арка в Париж, а в Канада - под Канадския военен мемориал в Отава.
Мемориалите се използват за погребване и за почитане на паметта на загинали и в по-късни конфликти.
Най-известният в България е Паметникът на Незнайния воин в София, издигнат през 1981 година.

## Паметници
| Държава                    | Място                                                                                      | Описание                                                                          |
| -------------------------- | ------------------------------------------------------------------------------------------ | --------------------------------------------------------------------------------- |
| Австралия                  | Австралийски военен мемориал в Канбера                                                     |                                                                                   |
| Австрия                    | Площад „Хелденплац“ във Виена                                                              |                                                                                   |
| Аржентина                  | Катедралата в Буенос Айрес                                                                 | Гробница на Незнайния воин от борбата за независимост.                            |
| Белгия                     | Колонада на Конгреса в Брюксел                                                             | Гробницата на Незнайния воин е в подножието ѝ.                                    |
| Бразилия                   | Национален монумент на загиналите във Втората световна война в Рио де Жанейро              |                                                                                   |
| България                   | Паметник на Незнайния воин в София                                                         |                                                                                   |
| България                   | Паметник на Незнайния воин в Хасково                                                       |                                                                                   |
| България                   | Паметник на Незнайния воин в Ботевград                                                     |                                                                                   |
| Великобритания             | Гробница на Незнайния воин, Уестминстърското абатство в Лондон                             |                                                                                   |
| Германия                   | Унтер ден Линден, Берлин                                                                   | Бивша караулна от ХIХ век, наречена „Нойе Вахе“.                                  |
| Гърция                     | Площад Синтагма, Атина                                                                     |                                                                                   |
| Дания                      | Фредерисия                                                                                 | Наричан паметник „Ландсолдатен“.                                                  |
| Египет                     | Кайро                                                                                      | Включва и гроба на президента Ануар Садат.                                        |
| Индия                      | Под Индийската порта, Делхи                                                                |                                                                                   |
| Индонезия                  | Поле на честта в Бандунг                                                                   |                                                                                   |
| Индонезия                  | Гробница на Незнайния (нидерландски) моряк в Сурабая                                       | Във военно гробище Кембанг Кунинг.                                                |
| Ирак                       | Паметник на Незнайния воин в Багдад                                                        |                                                                                   |
| Италия                     | Рим, площад „Венеция“                                                                      | Гробница на Незнайния воин в Олтара на родината.                                  |
| Канада                     | Гробница на Незнайния воин в Националния военен мемориал, Площад на конфедерацията, Отава. |                                                                                   |
| Нова Зеландия              | Гробница на Незнайния воин, Национален военен мемориал в Уелингтън                         |                                                                                   |
| Перу                       | Площад „Боливар“ в Лима                                                                    | В него са положени останките на войник, загинал в Тихоокеанската война от 1881 г. |
| Полша                      | Гробница на Незнайния воин, площад „Маршал Йозеф Пилсудски“ във Варшава                    |                                                                                   |
| Португалия                 | Гробница на Незнайния воин                                                                 |                                                                                   |
| Румъния                    | Гробница на Незнайния воин, Карол парк, Букурещ                                            |                                                                                   |
| Русия                      | Гробница на Незнайния воин, Александровска градина, Москва                                 |                                                                                   |
| Словения                   | Паметник на Незнайния френски воин, Площад „Френска революция“, Любляна                    |                                                                                   |
| Съединени американски щати | Гробница на незнайните, Национално гробище Арлингтън, щата Вирджиния                       |                                                                                   |
| Съединени американски щати | Бювоар, последният дом на Джеферсън Дейвис в Билокси, щата Мисисипи                        |                                                                                   |
| Съединени американски щати | Гробница на Незнайния воин, Площад Вашингтон във Филаделфия                                |                                                                                   |
| Сърбия                     | Монумент на Незнайния герой, хълм Авала, край Белград                                      |                                                                                   |
| Украйна                    | Днепър парк, Киев                                                                          |                                                                                   |
| Филипини                   | Гробище на героите в Манила                                                                |                                                                                   |
| Финландия                  | Военното гробище Хиетаниеми в Хелзинки                                                     |                                                                                   |
| Франция                    | Под Триумфалната арка в Париж                                                              |                                                                                   |
| Чехия                      | Национален мемориал на хълма Жижков (Витков) в Прага.                                      |                                                                                   |
| Чили                       | Площад „Генерал Мануел Бакедано“ в Сантяго де Чиле                                         | В него са положени останките на войник, загинал в Тихоокеанската война от 1881 г. |

## Други
На Незнайния войн е наречена улица в София (Карта).

## Снимки
- Гробница на Незнайния воин, Олтар на родината, Рим
- Гробница на Незнайния воин, Триумфална арка, Париж
- Смяна на гвардията, Гробница на Незнайния воин, Атина
- Индийската порта в Делхи, Индия
- Част от Гробницата на Незнайния воин във Варшава, Полша
- Гробница на Незнайния воин, Австралийски военен мемориал, Канбера
- Смяна на почетния караул, Могила на Незнайния воин, Москва
- Ландсолдатен във Фредерисия, Дания